# Franziska Böhm
Franziska Böhm (* 30. Mai 1937 in Abertham, Tschechoslowakei) ist eine deutsche Mundartsprecherin und Heimatdichterin, die in erzgebirgischer Mundart schreibt.

## Leben
Franziska Böhm lebt seit Mai 1948 in Breitenbrunn im Erzgebirge, wo sie von 1957 bis 1992 als Lehrerin an der Goetheschule tätig war. Sie ist unter anderem Leiterin der Akkordeongruppe „Zerrwanstle“ und hat sich als Mundartsprecherin und -autorin einen Namen gemacht. Sie veröffentlichte bisher sechs Gedichtbände in erzgebirgischer Mundart und sang 32 ihrer Lieder auf CD ein.
Franziska Böhm beteiligte sich an bisher allen Erzgebirgischen Mundarttagen und am Mundartstammtisch. Beim Institut für Sächsische Kultur und Sprache wird sie mit Sprachbeispielen als Vertreterin der westerzgebirgischen Mundart geführt. Im Arbeitskreis Mundart-Autoren des Erzgebirgsvereins unterstützt sie Schulprojekte zum Erhalt und Pflege der Mundart. In Übersichtsdarstellungen zur Pflege erzgebirgischer Mundart seit Beginn des 20. Jahrhunderts wurde Böhms musikalische, literarische und dramatische Mundart-Arbeit insbesondere für den Nachwuchsbereich hervorgehoben und durch Abdruck ihrer Gedichte unterstrichen.

## Werke

### Gedichtbände
- Guckt nei ins Herz un of de Händ, Schmidt, Schwarzenberg o. J. (ca. 2010) OCLC 816137003, Eintrag in der Sammlung mundartlicher Dichtung des Bibliotheksservice-Zentrums Baden-Württemberg, abgerufen am 14. Dezember 2013
- Esu reden mir: Gedichte in erzgebirgischer Mundart, Eigenverlag, Breitenbrunn o. J.
- Weihnachten bei uns dohier: Gedichte in erzgebirgischer Mundart, Eigenverlag, Breitenbrunn 1999
- Mei Arzgebirg: Gedichte in erzgebirgischer Mundart, Eigenverlag, Breitenbrunn o. J.
- Wißt ihr, wu ich am liebsten bie?, Computerdruck Schmidt u. Prager, Schwarzenberg 1995
- Wenn de fei alt warscht, Eigenverlag, Breitenbrunn, ca. 2003

### Tonträger
- Schmunzeln und Noochdenken, Sachsen-Sound, Scheibenberg 2006, OCLC 816136623, Eintrag in der Sammlung mundartlicher Dichtung des Bibliotheksservice-Zentrums Baden-Württemberg, abgerufen am 14. Dezember 2013

### Filmaufnahmen
- Franziska Böhm bei den Vogtländischen Mundarttagen 2011, abgerufen am 26. Dezember 2013
- Gedicht von der Sprache, 2012 vorgetragen von Franziska Böhm, abgerufen am 27. Dezember 2013